# Furtipodia
Furtipodia is een geslacht van kreeftachtigen uit de klasse van de Malacostraca (hogere kreeftachtigen).

## Soorten
- Furtipodia gemma Tan & Ng, 2003
- Furtipodia petrosa (Klunzinger, 1906)